# Arnold Federmann
Arnold Federmann (* 21. Mai 1877 in Fischhausen; † 29. Dezember 1952 in Braunschweig) war ein deutscher Schriftsteller, Kunst- und Literaturhistoriker.

## Leben und Werke

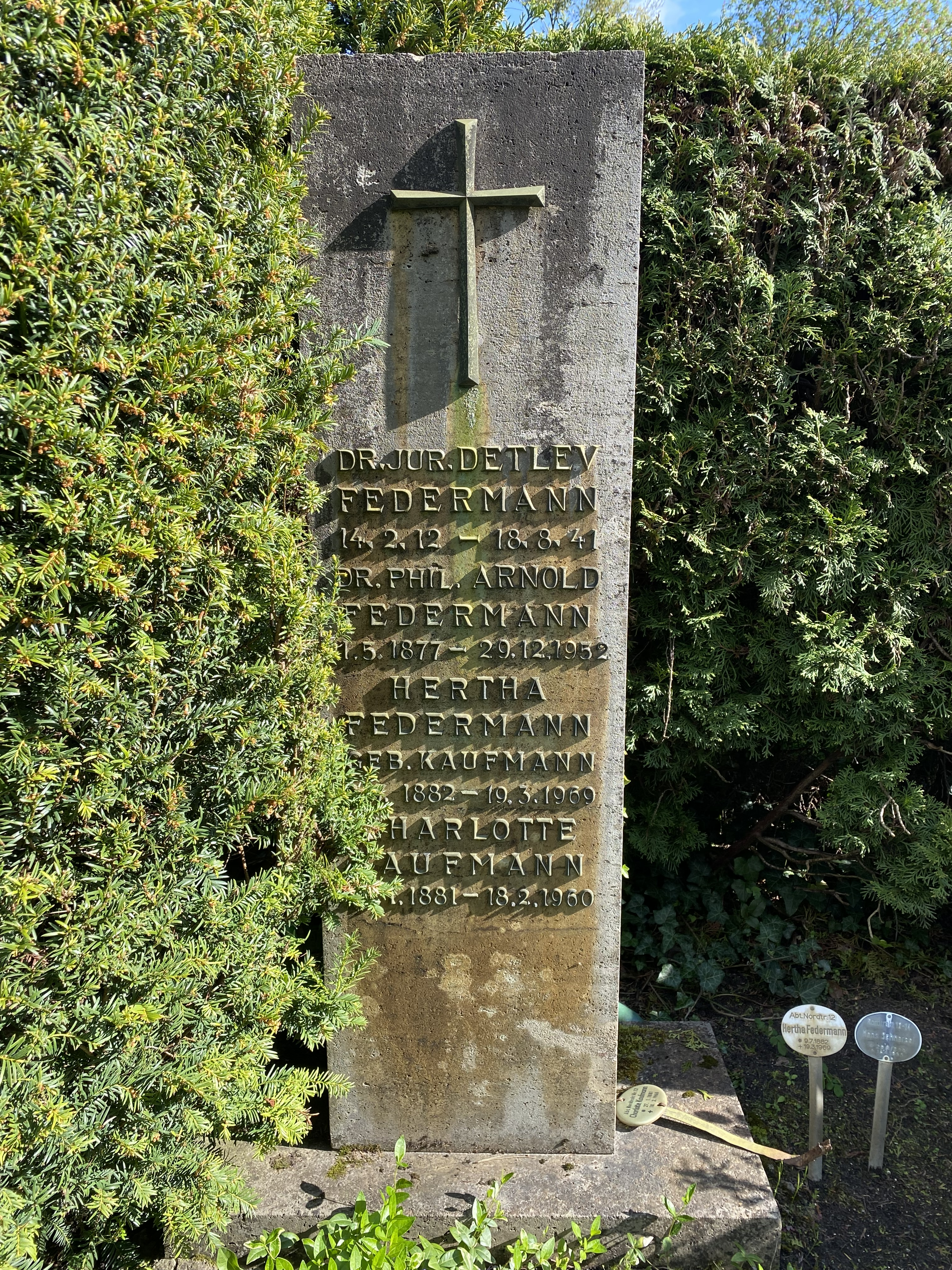
Grabstätte auf dem Friedhof Zehlendorf

Arnold Federmann war der Sohn eines Postbeamten und Enkel eines Gerbers. Seine Mutter starb früh. Er hatte zwei jüngere Schwestern, von denen eine, Margarete Federmann, Malerin wurde. Nachdem sich in seiner Kindheit ein gutes Gedächtnis und Freude am Rezitieren herausgestellt hatten, beschloss nach Federmanns eigenem Bericht seine „Tante Pucks“, eine ehemalige Erzieherin im Hause Simson in Frankfurt am Main und in Königsberg, ihm eine Ausbildung zum Juristen zu finanzieren. Infolgedessen wurde er aufs Gymnasium geschickt und studierte später an der Albertus-Universität Königsberg Jura.
Federmann wandte sich dann aber der Literatur und der Kunst zu und publizierte dazu einige grundlegende Werke. 1927 erschien bei Orell Füssli in Zürich sein Werk über Johann Heinrich Füssli, 1932 folgte sein Werk Goethe als bildender Künstler, das von Cotta verlegt wurde. Ferner verfasste er eine Monographie über Johann Heinrich Meyer. 1936 erschien das Buch Deutsche Konquistadoren in Südamerika, das auch einen Nachdruck des Tagebuchs des Nicolaus Federmann enthielt, 1941 ließ er als Privatdruck Gedichte über Ostpreußen veröffentlichen und 1949 kam im Berliner Erich Schmidt Verlag seine Schrift Der junge Goethe und England heraus. Zu seinen Lebzeiten nicht gedruckt wurden seine Kindheitserinnerungen, denen er den Titel Ostpreußische Jugend geben wollte.
Federmann bereiste unter anderem Griechenland, Italien, Frankreich, England und Skandinavien. Er arbeitete als Dozent für auslandskundliche Vorlesungen an der Technischen Hochschule in Berlin-Charlottenburg.
Arnold Federmann wurde in der Familiengrabstätte auf dem Berliner Friedhof Zehlendorf (Nordtrakt 12) beigesetzt.